# Vitaliy Buts
Vitaliy Buts  (Mykolaiv, 24 de outubro de 1986) é um ciclista ucraniano, membro da equipa Kyiv Capital Team.

## Biografia
Vitaliy Buts ganhou a sua primeira carreira aos 20 anos ganhando a contrarrelógio por equipas do Giro Ciclístico Pesche Nettarine di Romagna. Nesse mesmo ano, participou nos campeonatos do mundo sub-23 terminando nono em Stuttgart. Ao começo da temporada de 2008, ganhou duas carreiras amadoras em França: les Boucles da Soule e ronda do País Vasco (provas do Essor Basque). Também ganhou uma etapa e a classificação geral da carreira profissional do Giro das Regiões, o que lhe fez estreiar com a equipa Lampre a final de temporada.

## Palmarés
2009
- 1 etapa do Tour de Hainan

2013
- Grande Prêmio de Sochi, mais 1 etapa
- 1 etapa do Grande Prêmio de Adigueya
- Maior Cup
- 1 etapa dos Cinco Anéis de Moscovo
- 2º no Campeonato da Ucrânia em Estrada
- Tour da Romênia, mas 1 etapa
- 1 etapa do Tour de Szeklerland
- 1 etapa do Tour da Bulgária

2014
- 1 etapa do Grande Prêmio de Sochi
- Race Horizon Park 1
- 1 etapa do Tour da China I
- Campeonato da Ucrânia em Estrada

2015
- 1 etapa do Tour de Mersin
- Grande Prêmio de Vinnytsia
- Odessa Grand Prix-2
- Black Sea Cycling Tour, mais 2 etapas

2016
- Belgrade Banialuka I
- Horizon Park Race for Peace
- 2º no Campeonato da Ucrânia em Estrada
- 1 etapa da Volta ao Lago Qinghai
- 1 etapa do Tour da Bulgária

2017
- Tour da Ucrânia, mais 1 etapa
- Campeonato da Ucrânia em Estrada
- Tour da Bulgária-Sul, mais 3 etapas

2018
- 1 etapa do Tour de Malopolska

## Resultados nas Grandes Voltas e Campeonatos do Mundo
| Carreira           | 2008 | 2009 | 2010 | 2011 | 2012 | 2013 | 2014 | 2015 | 2016 | 2017 | 2018 | 2019 |
| ------------------ | ---- | ---- | ---- | ---- | ---- | ---- | ---- | ---- | ---- | ---- | ---- | ---- |
| Giro d'Italia      | -    | -    | -    | -    | -    | -    | -    | -    | -    | -    | -    | -    |
| Tour de France     | -    | -    | -    | -    | -    | -    | -    | -    | -    | -    | -    | -    |
| Volta a Espanha    | -    | Ab.  | -    | -    | -    | -    | -    | -    | -    | -    | -    | -    |
| Mundial em Estrada | -    | -    | -    | -    | -    | -    | -    | Ab.  | -    | -    | -    | -    |

-: não participa

Ab.: abandono

## Equipas
- Lampre (2008[2]-2012)
  - Lampre (2008)[2]
  - Lampre-N.G.C. (2009)
  - Lampre-Farnese Vini (2010)
  - Lampre-ISD (2011-2012)
- Kolss (2013-2017)
  - Kolss Cycling Team (2013-2014)
  - Kolss-BDC Team (2015-2017)
- Team Hurom (2018)
- Kyiv Capital Team (2019)